# Riềng đá vôi
Riềng đá vôi hay riềng núi đá (danh pháp hai phần: Alpinia calcicola) là cây thân thảo thuộc họ Gừng.
Cây có mặt ở khu vực vịnh Hạ Long, tỉnh Quảng Ninh, Việt Nam .